# الله‌آباد دهقانی
الله‌آباد دهقانی، روستایی از توابع بخش اسماعیلی شهرستان جیرفت، در استان کرمان ایران است.

## جمعیت
این روستا در دهستان حسین‌آباد (جیرفت) قرار دارد و براساس سرشماری مرکز آمار ایران در سال ۱۳۸۵، جمعیت آن ۴۹۰ نفر (۹۱خانوار) بوده‌است.